# 卡尔斯巴德 (巴登-符腾堡州)
卡尔斯巴德（德語：Karlsbad，發音：[ˈkaʁlsˌbaːt] ⓘ）是德国巴登-符腾堡州卡尔斯鲁厄行政区卡尔斯鲁厄县的市镇，面积38.01平方千米，2023年12月31日人口为16,006人。